# Сол Јонгву
Сол Јонгву (кореј. 설영우; 5. децембар 1998) јужнокорејски је фудбалер који игра у одбрани. Тренутно наступа за Црвену звезду и за репрезентацију Јужне Кореје.

## Клупска каријера
Након што је провео велики део омладинске каријере у Улсану, одиграо је пет сезона за сениорски тим, за који је сакупио 120 лигашких утакмица.
Дана 29. јуна 2024. године постао је играч Црвене звезде. Дебитовао је против Текстилца 3. августа. У наредном колу против Новог Пазара постигао је свој први гол за Звезду.

## Трофеји
Улсан
- АФК Лига шампиона: 2020.
- Прва лига Јужне Кореје: 2022, 2023.